# Mosonmagyaróvári járás
A Mosonmagyaróvári járás Győr-Moson-Sopron vármegyéhez tartozó járás Magyarországon, amely 2013-ban jött létre. Székhelye Mosonmagyaróvár. Területe 899,97 km², népessége 72 839 fő, népsűrűsége 81 fő/km² volt a 2012. évi adatok szerint. Három város (Mosonmagyaróvár, Jánossomorja és Lébény) és 23 község tartozik hozzá.
A Mosonmagyaróvári járás a járások 1983-as megszüntetése előtt is mindvégig létezett, ezen a néven az 1950-es járásrendezés óta, korábban Magyaróvári járás volt a neve. Székhelye az állandó járási székhelyek kijelölése (1886) óta végig Magyaróvár, illetve ennek Mosonnal való egyesítése (1939) után Mosonmagyaróvár volt. Az 1950-es megyerendezés előtt Győr-Moson megyéhez, 1945-ig Győr, Moson és Pozsony, 1923 előtt pedig Moson vármegyéhez tartozott.

## Települései
| Település       | Rang (2013. július 15.) | Kistérség (2013. január 1.) | Népesség (2012. január 1.) | Terület (km²) |
| --------------- | ----------------------- | --------------------------- | -------------------------- | ------------- |
| Mosonmagyaróvár | járásszékhely város     | Mosonmagyaróvári            | 32 720                     | 84,11         |
| Jánossomorja    | város                   | Mosonmagyaróvári            | 5 912                      | 148,96        |
| Lébény          | város                   | Mosonmagyaróvári            | 3 159                      | 81,39         |
| Hegyeshalom     | nagyközség              | Mosonmagyaróvári            | 3 479                      | 52,66         |
| Ásványráró      | község                  | Mosonmagyaróvári            | 1 858                      | 39,16         |
| Bezenye         | község                  | Mosonmagyaróvári            | 1 393                      | 30,03         |
| Darnózseli      | község                  | Mosonmagyaróvári            | 1 566                      | 19,61         |
| Dunakiliti      | község                  | Mosonmagyaróvári            | 1 857                      | 33,63         |
| Dunaremete      | község                  | Mosonmagyaróvári            | 241                        | 4,36          |
| Dunasziget      | község                  | Mosonmagyaróvári            | 1 437                      | 35,89         |
| Feketeerdő      | község                  | Mosonmagyaróvári            | 563                        | 6,74          |
| Halászi         | község                  | Mosonmagyaróvári            | 2 973                      | 36,45         |
| Hédervár        | község                  | Mosonmagyaróvári            | 1 195                      | 14,28         |
| Károlyháza      | község                  | Mosonmagyaróvári            | 648                        | 11,25         |
| Kimle           | község                  | Mosonmagyaróvári            | 2 195                      | 37,26         |
| Kisbodak        | község                  | Mosonmagyaróvári            | 354                        | 9,1           |
| Levél           | község                  | Mosonmagyaróvári            | 1 777                      | 24,93         |
| Lipót           | község                  | Mosonmagyaróvári            | 675                        | 16,09         |
| Máriakálnok     | község                  | Mosonmagyaróvári            | 1 692                      | 15,48         |
| Mecsér          | község                  | Mosonmagyaróvári            | 589                        | 21,09         |
| Mosonszolnok    | község                  | Mosonmagyaróvári            | 1 676                      | 43,92         |
| Mosonudvar      | község                  | Mosonmagyaróvári            | 498                        | 1,25          |
| Püski           | község                  | Mosonmagyaróvári            | 641                        | 8,39          |
| Rajka           | község                  | Mosonmagyaróvári            | 2 563                      | 52,6          |
| Újrónafő        | község                  | Mosonmagyaróvári            | 793                        | 48,64         |
| Várbalog        | község                  | Mosonmagyaróvári            | 385                        | 22,7          |